# فیشال (کنش جنسی)
فیشال یا فیسیال  کنشی است که در آن، مرد منی خود را هنگام ارگاسم به صورت شریک یا شریک‌های جنسی خود می‌پاشد. این حالت یکی از موارد آمیزش غیر دخولی محسوب می‌گردد؛ هرچند که این عمل ممکن است پس از انجام یک سری دیگر از فعالیت‌های جنسی همچون سکس مقعدی، خود ارضایی یا سکس دهانی صورت بگیرد.